# Barbara Gysi

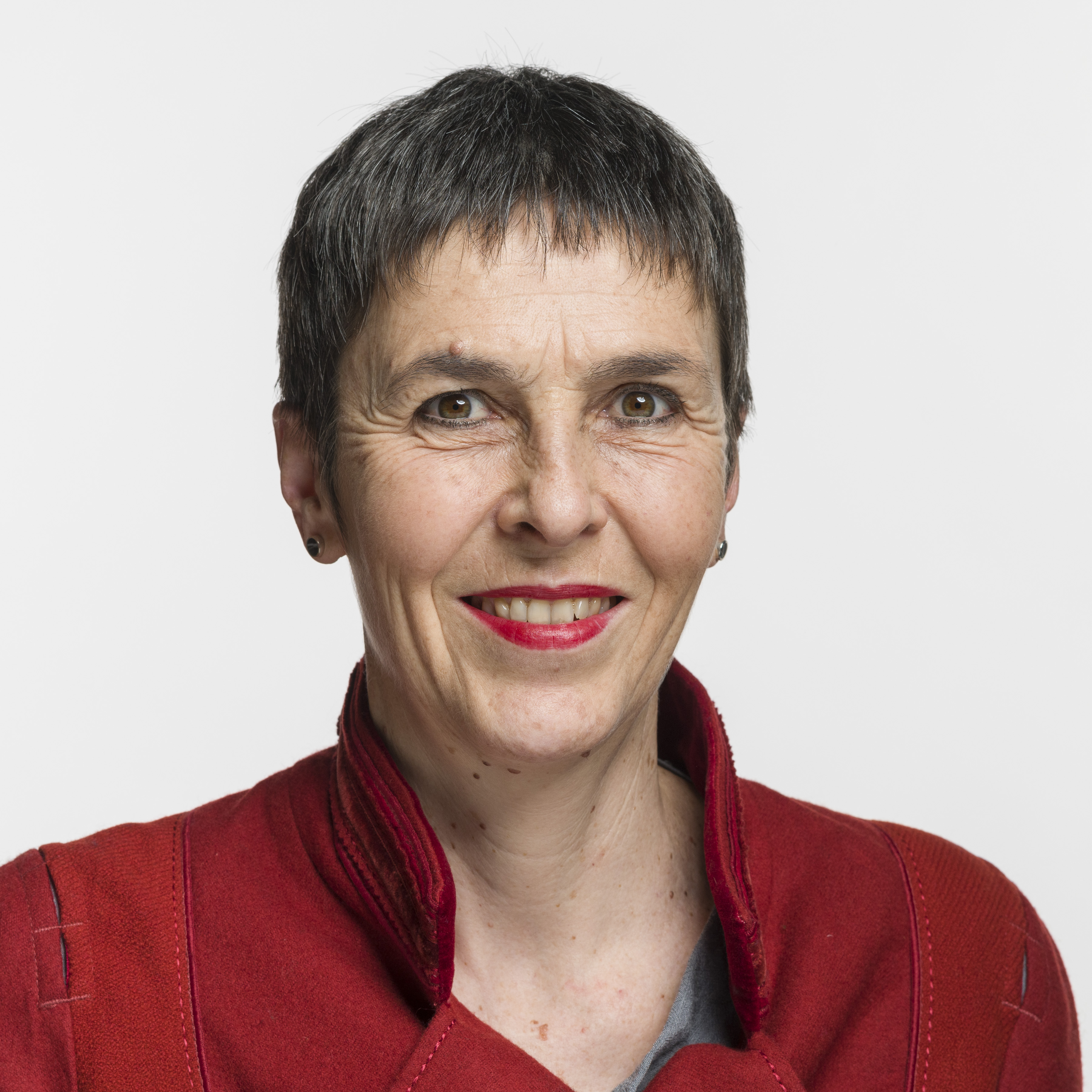
Barbara Gysi (2019)

Barbara Gysi (* 14. Mai 1964 in Zürich; heimatberechtigt in Buchs AG und Wil SG) ist eine Schweizer Politikerin (SP).

## Biografie
Gysi studierte von 1983 bis 1986 an der Universität Zürich und schloss als Sekundarschullehrerin für die Fächer Biologie und Geografie ab. Bis 1991 besuchte sie die Schule für Soziale Arbeit in Zürich und schloss als Sozialpädagogin ab. Mit dem Abschluss zog sie nach Wil SG. Bis 1997 arbeitete sie als Sozialarbeiterin und Sozialpädagogin. Von 1997 bis 2004 war sie politische Sekretärin der SP des Kantons St. Gallen. Von 2012 bis 2021 war sie Vizepräsidentin der SP Schweiz.

## Politik

### Kommunale und kantonale Ebene
Ihre ersten politischen Erfahrungen machte Gysi mit der Kandidatur für den Nationalrat 1995. Im darauffolgenden Jahr kandidierte sie erfolglos für den St. Galler Kantonsrat, wurde hingegen ins Stadtparlament der Gemeinde Wil gewählt. 1999 konnte sie ins Kantonsparlament nachrücken, wurde jedoch bei den Gesamterneuerungswahlen im Jahr 2000 nicht wiedergewählt. 2001 wurde sie in die Wiler Exekutive, den Gemeinderat, gewählt, wo sie das Ressort Freizeit und Sport übernahm. Bei den Kantonsratswahlen 2004 wurde sie mit 3438 Stimmen ins Kantonsparlament gewählt. Als Stadträtin von Wil konnte sie im Folgejahr das Ressort Soziales, Jugend und Alter übernehmen. 2009 wurde sie zur Präsidentin der Sozialdemokratischen Fraktion des Kantonsrates gewählt. Für die Regierungsratswahl im Kanton St. Gallen vom 11. März 2012 wurde sie als mögliche Kandidatin gehandelt. Am Parteitag ihrer Partei wurden jedoch Heidi Hanselmann und Fredy Fässler nominiert.

### Nationalrat
Bei den Nationalratswahlen 2011 erreichte Gysi mit 17'331 Stimmen, nach den bisherigen Nationalräten Hildegard Fässler und Paul Rechsteiner, das drittbeste Resultat auf der sozialdemokratischen Liste. Mit der Wahl von Rechsteiner in den Ständerat konnte Gysi in den Nationalrat nachrücken. Sie kandidierte 2015 bei den Nationalratswahlen 2015, 2019 und 2023 erneut und wurde jeweils wiedergewählt. Im Nationalrat ist sie seit 2015 Mitglied der Kommission für Soziale Sicherheit und Gesundheit (Präsidentin ab 2023); von 2011 bis 2023 war sie Mitglied der Finanzkommission. Bei der Ersatzwahl um den Ständeratssitz des zurückgetretenen Rechsteiner holte Gysi im ersten Wahlgang vom 12. März 2023 am drittmeisten Stimmen. Im entscheidenden zweiten Wahlgang vom 30. April 2023 hat sie gegen Esther Friedli (SVP) verloren.

### Gewerkschaftspolitik
Barbara Gysi ist Präsidentin des Personalverbandes des Bundes (PVB). Sie kandidierte 2018 für das Amt als Präsidentin des Schweizerischen Gewerkschaftsbundes (SGB), unterlag jedoch Pierre-Yves Maillard.